# Saint-Maurice-sous-les-Côtes
Saint-Maurice-sous-les-Côtes é uma comuna francesa na região administrativa de Grande Leste, no departamento de Meuse. Estende-se por uma área de 9,3 km². Em 2010 a comuna tinha 359 habitantes (densidade: 38,6 hab./km²).